# C57BL/6

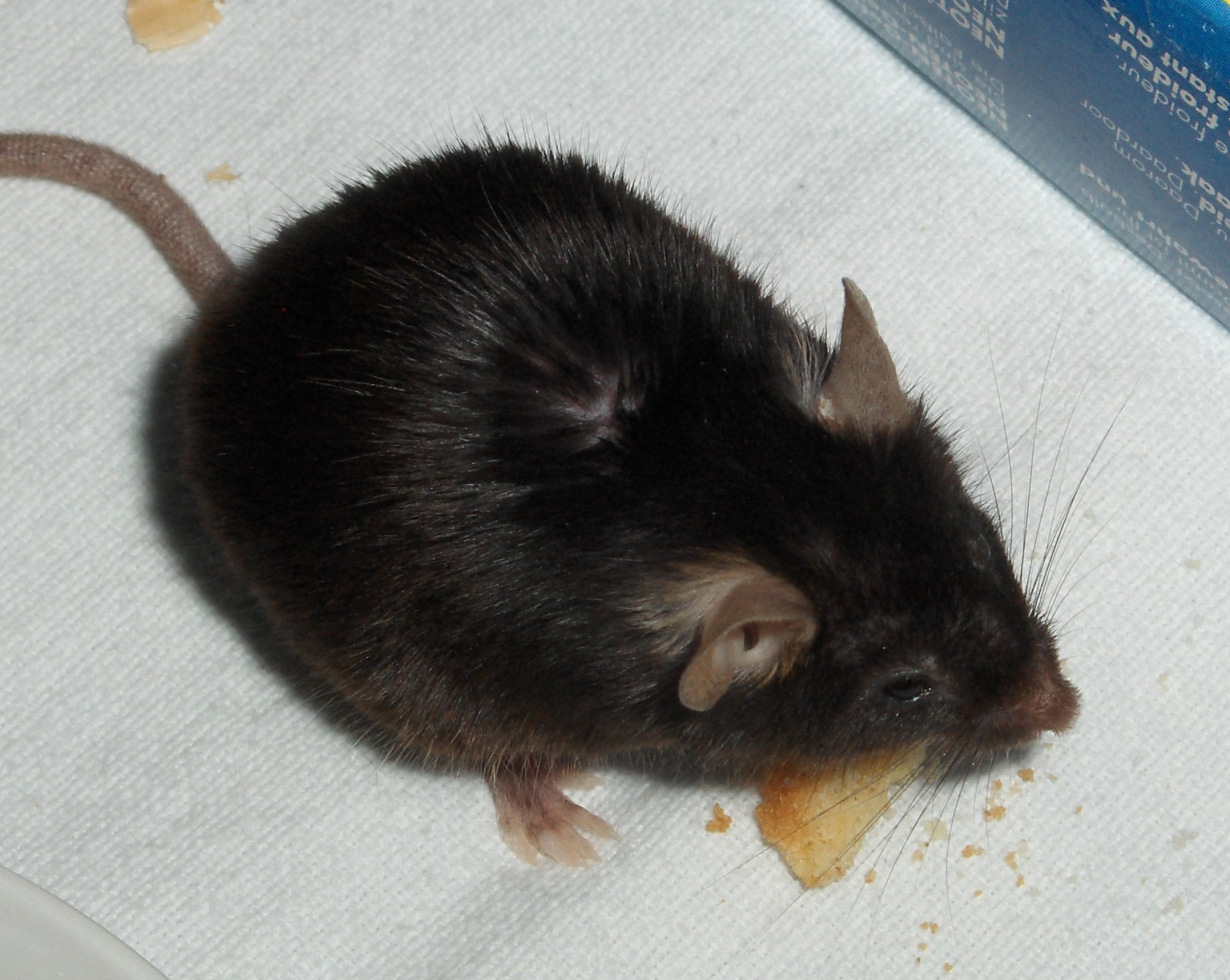
C57BL/6，雌性，22周龄

C57BL/6 ，“C57 black 6”、“C57”或者“black 6”（标准简称为B6），是实验小鼠常见的近交品系。
人类疾病模型应用最广泛应用都基于C57BL/6转基因小鼠，其可用作同类系、易于繁殖并且体格健壮，因此成为最广泛使用以及最畅销的小鼠品系。

## 外观和行为
C57BL/6 小鼠有深棕色、黑色的皮毛，对噪音和气味敏感，并且比其他更温顺的实验室种类（如BALB/c ）更容易咬人。
群养的B6雄性小鼠会表现出理发行为，笼中的小鼠王行为占优势的小鼠有时会咬其他小鼠的毛皮，并咀嚼。理发过的老鼠身体上有大块的秃斑，通常在头部、鼻子以及肩膀周围，甚至头发和胡须，理论上可以遍及全身。理发行为通常不会伤害其它小鼠，然而在某些情况下，在同一个笼中饲养的处于从属地位小鼠，其身上的毛发会被完全咬掉。
C57BL/6具有许多不寻常的特性，使其只适用于某些特定的研究：它对疼痛和寒冷异常敏感，并且镇痛药物对C57BL/6不太有用。与大多数小鼠品系不同的是，C57BL/6可以主动摄入酒精。更容易造模成为吗啡上瘾、动脉粥样硬化、 和与年龄相关的听力损失的病鼠。

## 遗传学
C57BL/6小鼠是第二个公布其整个基因组的哺乳动物。
深色毛发使小鼠品系便于培育转基因小鼠：C57BL/6与浅色毛的129小鼠杂交，通过毛色可以轻松辨认出理想的杂交品系。
现在存在的源自原始C57BL/6群体的小鼠群体，已经相互隔离培育了数百代。由于遗传漂变，不仅与在布西研究所的原始小鼠不同，亚种之间差异也很大。包括那些在认可存储库中的一些科学家，基于这一事实，将C57BL/6J（杰克逊实验室培育的亚系）与C57BL/6N等亚系分开来。即使在这些亚系内，各个实验室培育的品系也存在遗传漂变的可能，这些实验室没有从集中的、经过审核的种群中重建育种。

## 名声
C57BL/6 小鼠是迄今最受欢迎的实验室啮齿动物，占美国供应商运往研究实验室的所有啮齿动物的一半到六分之五。它的压倒性优势很大程度上是因为惯性：对其的广泛使用和广泛研究使其得到更多使用。
1993 年，Frank Koentgen发表了第一个C57BL/6的基因靶向敲除小鼠。
2013 年，C57BL/6小鼠乘坐Bion-M No.1进入太空。
2015 年，Taconic Biosciences培育的雌性C57BL/6NTac通过SpaceX CRS-6送往国际空间站。